# Literaturjahr 1889
Liste der Literaturjahre

1887 | 1888 | Literaturjahr 1889 | 1893

Weitere Ereignisse

## Ereignisse

### Prosa

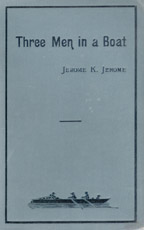
Three Men in a Boat, Erstausgabe

- Jerome K. Jerome veröffentlicht den Roman Three Men in a Boat. Das Buch war ursprünglich als ernsthafter Reiseführer mit Erzählungen über die Geschichte von Plätzen entlang der Strecke geplant, doch die humoristischen Schilderungen gewannen letztlich die Oberhand. Die drei Männer basieren auf Jerome selbst und seinen Freunden George und Harris.
- Mark Twain veröffentlicht den satirischen Roman A Connecticut Yankee in King Arthur's Court.

- Von Giovanni Verga erscheint der Roman Mastro-Don Gesualdo.

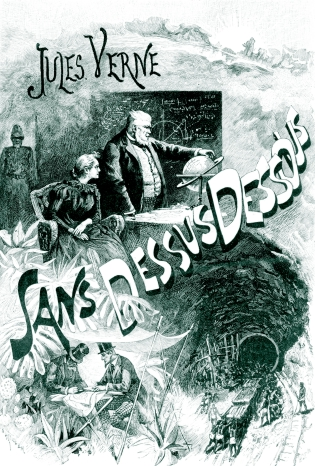
Titelillustration von George Roux aus der französischen Originalausgabe

- Der Roman Sans dessus dessous (Der Schuss am Kilimandscharo) von Jules Verne wird im Verlag Pierre-Jules Hetzel veröffentlicht.
- Von Karl Gjellerup erscheint der Roman Minna.
- Bertha von Suttner veröffentlicht Die Waffen nieder! im Verlag Edgar Pierson in Dresden. Der pazifistische Roman erreicht innerhalb kurzer Zeit eine überragende Bekanntheit und Verbreitung.
- Detlev von Liliencron: Der Mäcen
- Theodor Fontane veröffentlicht den fünften und letzten Band der Wanderungen durch die Mark Brandenburg mit dem Titel Fünf Schlösser.
- Von Peter Rosegger erscheint die Erzählung Der Edi und seine Nessel.
- Die Erstfassungen der Erzählungen Reichtum und Der Sohn von Arthur Schnitzler entstehen.
- In der Gartenlaube erscheint der Liebes- und Gesellschaftsroman Nicht im Geleise von Ida Boy-Ed.

### Lyrik
- Theodor Fontane veröffentlicht unter anderem die Ballade Herr von Ribbeck auf Ribbeck im Havelland.

### Periodika
- 08. Juli: In New York erscheint die erste Ausgabe des Wall Street Journals.
- 12. Juli: In Wien erscheint nach dem Verbot der Gleichheit die Erstausgabe der Arbeiter-Zeitung; erster Chefredakteur ist Victor Adler.

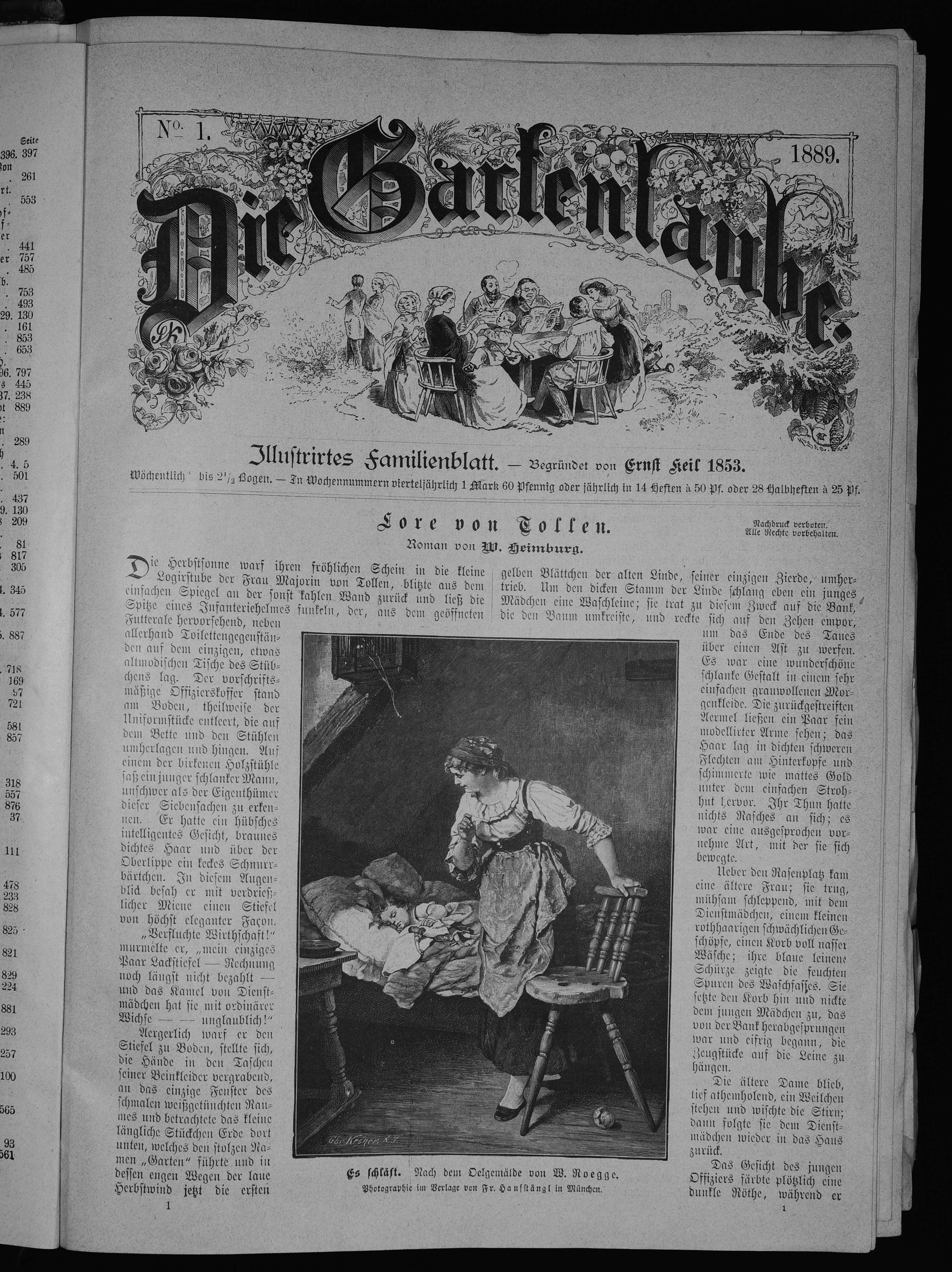
Die Gartenlaube 1889

### Drama
- 12. Februar: Das im Vorjahr vom norwegischen Dichter Henrik Ibsen verfasste Schauspiel Fruen fra havet (Die Frau vom Meer) hat gleichzeitig an zwei Orten seine Uraufführung: am Hoftheater in Weimar und am Christiania Theater. Bei der norwegischen Aufführung führt Bjørn Bjørnson Regie. Das Stück wird überwiegend positiv aufgenommen.
- 14. März: Die Tragödie Fräulein Julie des schwedischen Dramatikers August Strindberg wird in Kopenhagen uraufgeführt, die Hauptrolle spielt Strindbergs Frau Siri von Essen. Das Stück ist bis heute eines der meistgespielten des Autors. In seiner Heimat Schweden wird das Stück jedoch erst 1906 zum ersten Mal aufgeführt.
- 05. April: In Berlin wird der Theaterverein Freie Bühne gegründet. Ziel des Vereins ist es, die preußische Zensur zu umgehen und seinen Mitgliedern moderne Theaterstücke in „geschlossener Aufführung“ vorführen zu können. Am 29. September um 12 Uhr mittags wird am Lessingtheater Gespenster von Henrik Ibsen als erstes Stück der Freien Bühne aufgeführt. Am 20. Oktober folgt das Stück Vor Sonnenaufgang von Gerhart Hauptmann als Uraufführung und verursacht einen handfesten Theaterskandal. Die Uraufführung von Gerhart Hauptmanns Drama bedeutet den Durchbruch des Naturalismus im deutschen Theater und die feste Etablierung des bis dahin fast unbekannten Hauptmann als Dramatiker.
- 25. April: Gyges und sein Ring, eine Tragödie in fünf Akten des 1863 verstorbenen Friedrich Hebbel wird am Wiener Burgtheater uraufgeführt.

### Wissenschaftliche Werke, Essays

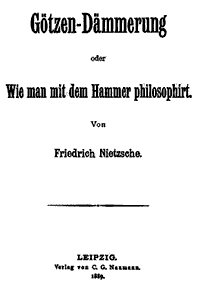
Götzendämmerung, Erstausgabe

- Friedrich Nietzsches im Vorjahr entstandenes Werk Götzen-Dämmerung oder Wie man mit dem Hammer philosophiert wird veröffentlicht. Im Januar hat Nietzsche einen geistigen Zusammenbruch.
- Othniel Charles Marsh beschreibt erstmals die Dinosaurier-Gattung Triceratops.

## Geboren

### Erstes Halbjahr
- 05. Januar: Julius Zerzer, österreichischer Schriftsteller († 1971)
- 10. Januar: Joseph Santley, US-amerikanischer Regisseur, Autor und Produzent († 1971)
- 15. Januar: Walter Serner, deutscher Essayist, Schriftsteller und Dadaist († 1942)
- 23. Januar: Rikard Long, färöischer Dichter und Literaturkritiker († 1977)
- 24. Januar: Victor Eftimiu, rumänischer Schriftsteller († 1972)
- 24. Januar: Kuni Tremel-Eggert, deutsche Schriftstellerin († 1957)
- 29. Januar: Bruno Ertler, österreichischer Schriftsteller († 1927)

- 06. Februar: Hans Bellée, deutscher Archivar und Historiker († 1960)
- 07. Februar: Ludwig Winder, österreichischer Schriftsteller, Journalist und Literaturkritiker († 1946)
- 09. Februar: Aline Valangin, Schweizer Schriftstellerin und Psychoanalytikerin († 1986)
- 26. Februar: Otto Riethmüller, deutscher Dichter († 1938)

- 01. März: Okamoto Kanoko, japanische Schriftstellerin († 1939)
- 06. März: Hamza Hakimzoda Niyoziy, usbekischer Sowjet-Schriftsteller († 1929)
- 07. März: Heinrich Studer, Schweizer Verleger († 1961)
- 31. März: Otto Friedländer, österreichischer Schriftsteller und Pazifist († 1963)

- 03. April: Ignas Šeinius, litauisch-schwedischer Schriftsteller, Publizist und Diplomat († 1959)
- 07. April: Gabriela Mistral, chilenische Dichterin und Diplomatin († 1957)
- 14. April: Karl Schworm, deutscher Autor und Heimatdichter († 1956)
- 17. April: Joseph Georg Oberkofler, österreichischer Jurist, Erzähler und Lyriker († 1962)
- 22. April: Ludwig Renn, deutscher Schriftsteller († 1979)
- 26. April: Ludwig Wittgenstein, österreichischer Philosoph († 1951)

- 04. Mai: Richard Seewald, deutscher Maler und Schriftsteller († 1976)
- 29. Mai: Uchida Hyakken, japanischer Schriftsteller († 1971)

- 01. Juni: Charles Kay Ogden, britischer Linguist und Schriftsteller († 1957)
- 17. Juni: Jan Skala, sorbischer Publizist und Schriftsteller († 1945)
- 23. Juni: Anna Achmatowa, russische Dichterin und Schriftstellerin († 1966)
- 23. Juni: Miki Rofū, japanischer Dichter, Kinderbuchautor und Essayist († 1964)
- 24. Juni: Leopold Reitz, deutscher Schriftsteller († 1972)

### Zweites Halbjahr
- 03. Juli: Karla König, deutsche Journalistin, Schriftstellerin und Kulturfunktionärin († 1963)
- 05. Juli: Jean Cocteau, französischer Schriftsteller, Regisseur, Choreograph, Maler († 1963)
- 10. Juli: Noble Sissle, afroamerikanischer Sänger und Liedtext-Lyriker († 1975)
- 13. Juli: Adam Scharrer, deutscher Schriftsteller († 1948)
- 17. Juli: Erle Stanley Gardner, US-amerikanischer Krimi-Schriftsteller († 1970)

- 05. August: Conrad Aiken, US-amerikanischer Schriftsteller († 1973)
- 09. August: Friedrich Burschell, deutscher Schriftsteller († 1970)
- 10. August: Zofia Kossak, polnische Schriftstellerin und Widerstandskämpferin († 1968)
- 14. August: Willi Münzenberg, deutscher Kommunist und Verleger († 1940)
- 23. August: Alfred Lichtenstein, deutscher Jurist und expressionistischer Schriftsteller († 1914)

- 04. September: Johannes Saß, deutscher Sprachwissenschaftler und Lexikograf († 1971)
- 06. September: Ludwig Tügel, deutscher Schriftsteller († 1972)
- 12. September: Heinrich Lersch, deutscher Kesselschmied und Arbeiterdichter († 1936)
- 23. September: Walter Lippmann, US-amerikanischer Schriftsteller († 1974)
- 28. September: Hans Behrendt, deutscher Regisseur, Drehbuchautor und Schauspieler († 1942)

- 03. Oktober: Carl von Ossietzky, deutscher Schriftsteller und Herausgeber († 1938)
- 06. Oktober: Maria Dąbrowska, polnische Schriftstellerin († 1965)
- 07. Oktober: Heinrich Eduard Jacob, deutscher Journalist und Schriftsteller († 1967)
- 09. Oktober: Richard St. Barbe Baker, britischer Forstwissenschaftler, Umweltaktivist und Autor († 1982)
- 12. Oktober: Dietrich von Hildebrand, katholischer Philosoph, Theologe und Autor († 1977)
- 16. Oktober: Gottfried Kölwel, deutscher Lyriker, Dramatiker und Erzähler († 1958)
- 19. Oktober: Fannie Hurst, US-amerikanische Schriftstellerin und Journalistin († 1968)
- 27. Oktober: Rudolf Leonhard, deutscher Schriftsteller und Kommunist († 1953)

- 05. November: Ilo Mitkë Qafëzezi, Schriftsteller, Historiker und Koranübersetzer aus Albanien († 1964)
- 10. November: Julius Franz Schütz, österreichischer Dichter und Kulturhistoriker († 1961)
- 11. November: Kubota Mantarō, japanischer Schriftsteller († 1963)
- 12. November: Carl Haensel, deutscher Jurist und Schriftsteller († 1968)
- 14. November: Taha Hussein, ägyptischer Schriftsteller († 1973)
- 16. November: George Simon Kaufman, US-amerikanischer Autor († 1961)
- 18. November: Hans Reimann, deutscher Schriftsteller, Dramatiker und Drehbuchautor († 1969)
- 23. November: Hermann Asemissen, deutscher Übersetzer aus dem Russischen († 1965)

- 02. Dezember: Margot Benary-Isbert, deutsche Autorin († 1979)
- 06. Dezember: Max Pulver, Schweizer Psychologe, Graphologe, Lyriker, Dramatiker und Erzähler († 1952)
- 08. Dezember: Hervey Allen, US-amerikanischer Schriftsteller († 1949)
- 08. Dezember: Leopold Marx, deutscher Schriftsteller, Dichter und Fabrikant († 1983)
- 12. Dezember: Väinö Albert Nuorteva, finnischer Schriftsteller und Journalist († 1967)
- 14. Dezember: Maximilian Müller-Jabusch, deutscher Journalist († 1961)
- 30. Dezember: Georg von der Vring, deutscher Schriftsteller († 1968)

## Gestorben
- 09. März: Paolo Ferrari, italienischer Lustspieldichter (* 1822)
- 04. April: Gisela von Arnim, deutsche Schriftstellerin (* 1827)
- 11. April: Émile de Najac, französischer Librettist (* 1828)
- 16. April: Louis Ulbach, französischer Schriftsteller und Journalist (* 1822)
- 29. April: Friedrich Ferdinand Löwe, deutscher Schriftsteller, Bibliothekar und Übersetzer (* 1809)

- 10. Mai: Michail Saltykow-Schtschedrin, russischer Schriftsteller und Satiriker (* 1826)
- 08. Juni: Gerard Manley Hopkins, britischer Lyriker und Jesuit (* 1844)
- 15. Juni: Mihai Eminescu, rumänischer Dichter (* 1850)

- 13. Juli: Robert Hamerling, österreichischer Schriftsteller (* 1830)
- 05. August: Fanny Lewald, deutsche Schriftstellerin (* 1811)

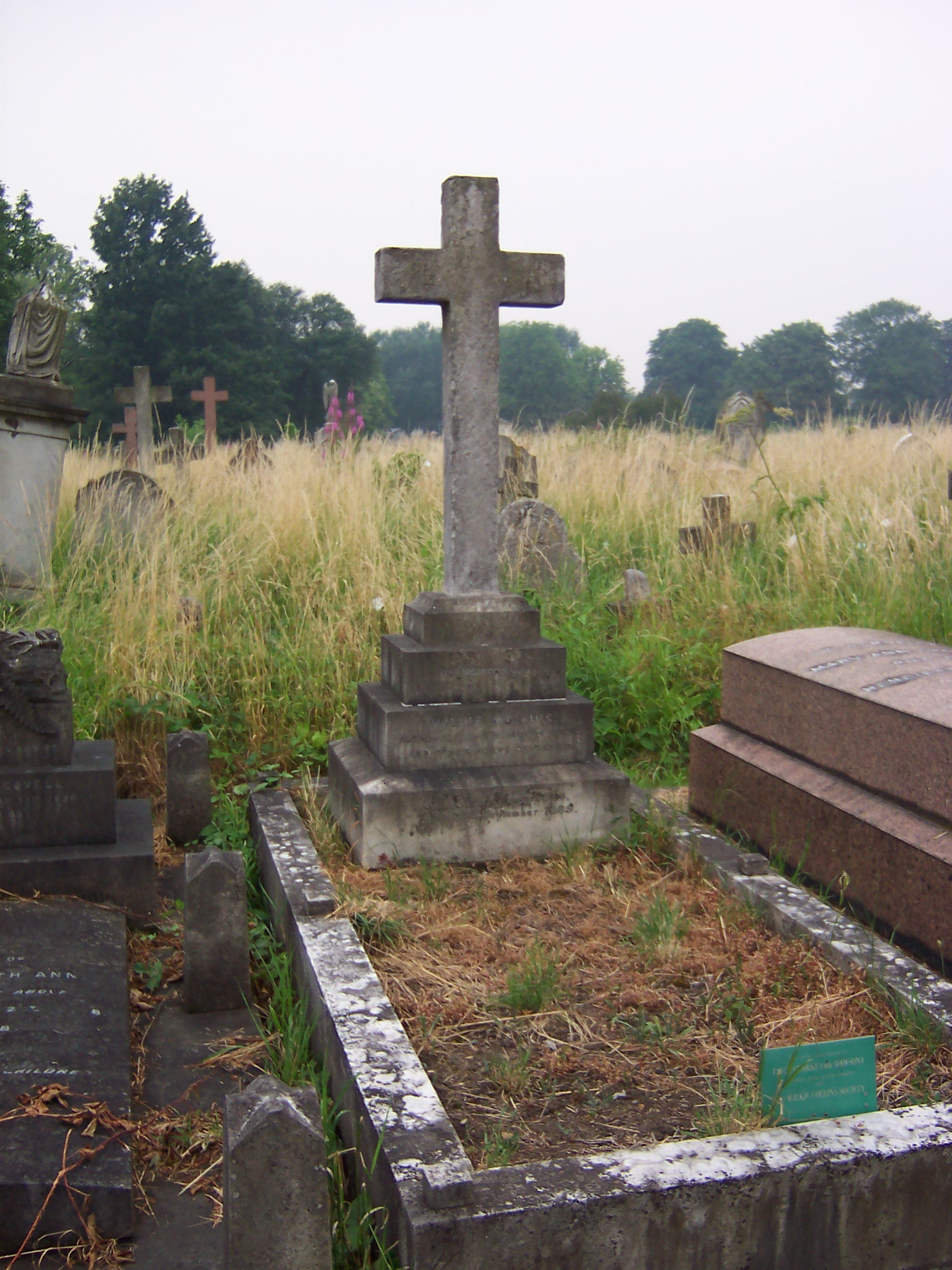
Collins’ Grab auf dem Kensal Green Cemetery in London

- 23. September: Wilkie Collins, britischer Schriftsteller und Verfasser der ersten Mystery-Thriller (* 1824)
- 25. Oktober: Émile Augier, französischer Dramatiker (* 1820)

- 20. November: Louise Zeller, deutsche Autorin historischer Romane (* 1823)
- 28. November: Richard von Volkmann, deutscher Chirurg und Schriftsteller (* 1830)

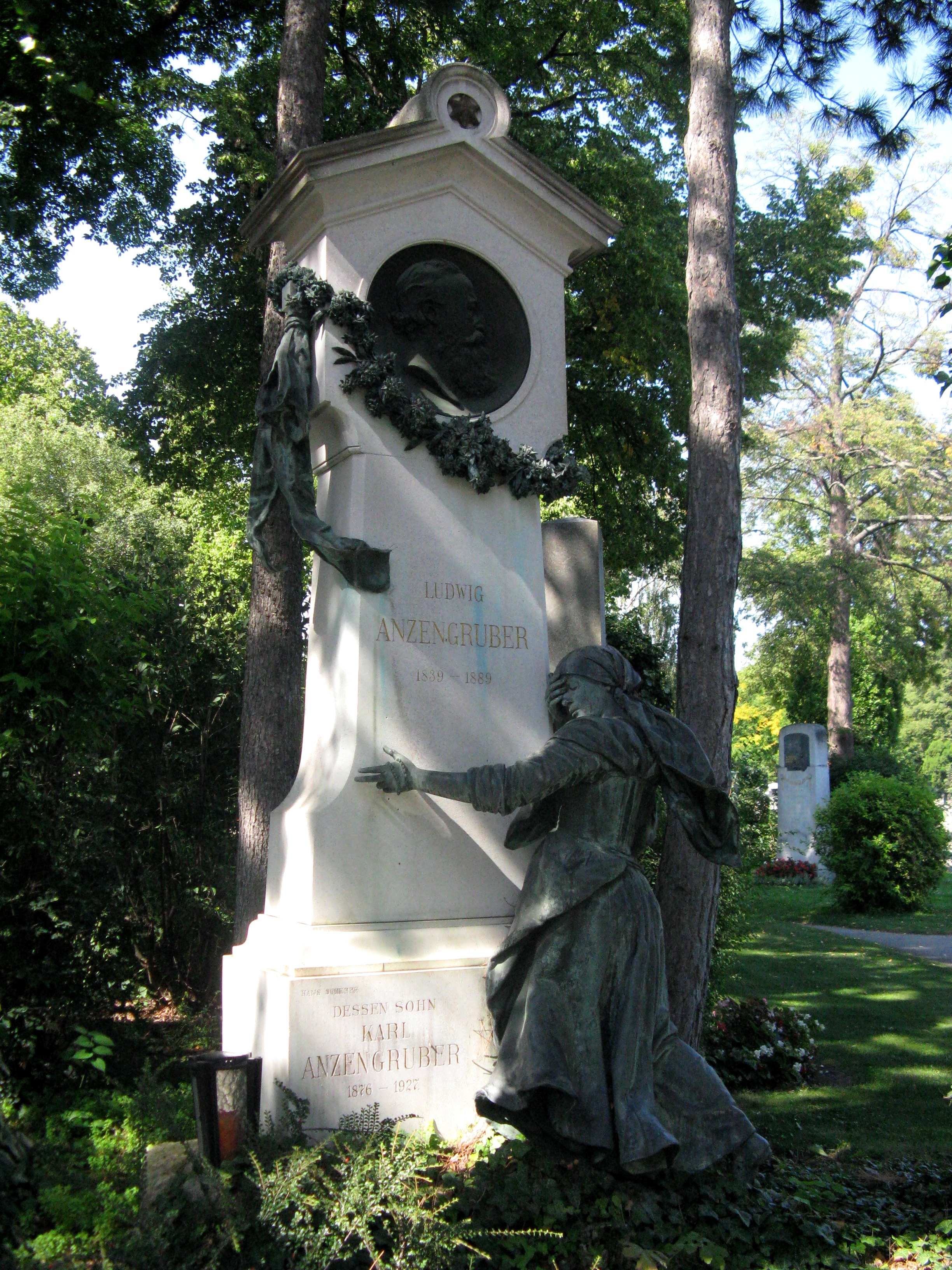
Anzengrubers Grab am Wiener Zentralfriedhof

- 10. Dezember: Ludwig Anzengruber, österreichischer Dichter, Erzähler und Dramatiker (* 1839)
- 12. Dezember: Robert Browning, britischer Dichter (* 1812)